# Напилнари
Напилнари (груз. ნაპილნარი) — село в Грузии, на территории Тетрицкаройского муниципалитета края (мхаре) Квемо-Картли.

## География
Село находится в юго-восточной части Грузии, к северу от реки Алгети, на расстоянии приблизительно 25 километров (по прямой) к северо-западу от города Тетри-Цкаро, административного центра муниципалитета. Абсолютная высота — 1498 метров над уровнем моря.

## Население
По результатам официальной переписи населения 2014 года в Напилнари проживало 57 человек (31 мужчина и 26 женщин). В национальной структуре населения азербайджанцы составляли 93 %, грузины — 3,5 %.